# Kat a blázen
Kat a blázen, satirická fantasie o deseti obrazech je 19. divadelní hra autorů Jana Wericha a Jiřího Voskovce s hudbou Jaroslava Ježka, v Osvobozeném divadle. 
Premiéra byla 19. října 1934. Režie Jindřich Honzl, hudba Jaroslav Ježek, balet a choreografie Joe Jenčík, výprava a kostýmy Bedřich Feuerstein a Alois Wachsman.

## Charakteristika
Hra získala podtitul satirická fantazie o deseti obrazech. Ve své předmluvě k této hře napsali Werich a Voskovec, že by radši psali pro své divadlo "divoké fantazie, bláznivé frašky a absurdní pohádky". Proč? Jelikož správné divadlo má diváky odvést na míle daleko od šedé skutečnosti do časoprostoru nereálného, absolutně vymyšleného a nesmyslného. Jenže jelikož se psal rok 1934 a skutečnost kolem nich nebyla šedá a obyčejná, ale stala se "strašlivou konkurentkou tohoto ideálního divadla", rozhodli se nezůstat k ní chladnými, ale naopak na ni reagovat. Od poetismu přešla tvorba Osvobozeného divadla k satirické, ostře společensky zaměřené tvorbě, která měla reagovat na to, co se právě děje: Adolf Hitler v Německu uchvátil moc a začal se zbavovat svých odpůrců těmi nejkrutějšími cestami. Nezaměstnanost rostla a ekonomická krize byla v plném květu. 
Proti hře protestovalo mexické velvyslanectví.[zdroj⁠?!] Požadovalo, aby bylo vynecháno vše, co nějak souviselo s Mexikem. V důsledku toho se pozměnil i původní text mexické hymny.[zdroj⁠?!] Představení byla často narušována útoky fašistů, kteří vytloukali okna a snažili se všelijak narušovat chod divadla. Čím dál tím více přítomných diváků si s nimi ale vědělo čím dál tím lépe rady. Osvobozené divadlo fungovalo dál. 
Gogolova slova, která použili i V+W v úvodu k této hře: "Zlobí se na zrcadlo, kdo má křivou hubu!"

## Osoby a premiérové obsazení
| Don Blasco Ibane, radikální revolucionář | F. Černý       |
| Don Vasco Ibayo, vlastenecký plantážník  | V. Trégl       |
| Rodrigo Ibayo, jeho syn                  | F. Filipovský  |
| Doňa Cocepcion Ibane, MatkaNároda        | J. Švabíková   |
| Dolores, Dcera Národa                    | H. Vítová      |
| Don Cristobal Almara, putykář            | J. Plachta     |
| Juanilla, jeho neteř                     | L. Herrmannová |
| Don Baltazar Carierra, oficiál           | B. Záhorský    |
| Gaspar Radůzo, kat                       | J. Voskovec    |
| Melichar Mahuleno, vězeň                 | J. Werich      |

zpěváci serenády, teroadoři, tanečnice, Bílé sestry, Hodnostáři, ceremoniáři, diktátorská garda, jeptišky a lid mexický
Děje se v imaginárním Mexiku mimo čas a prostor

## Děj

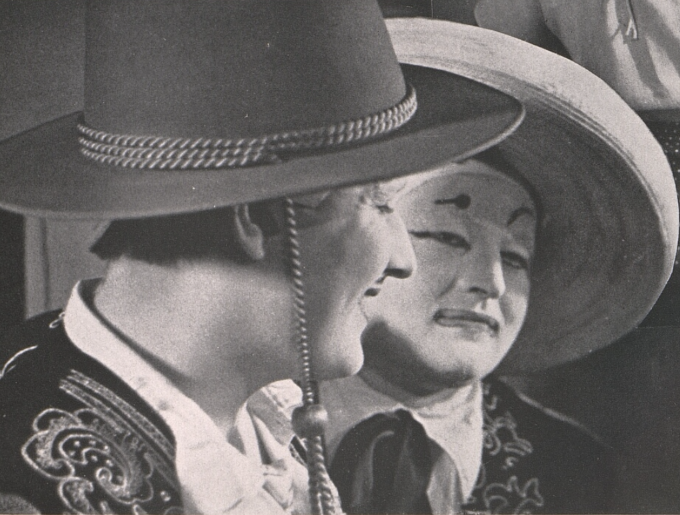
Jiří Voskovec and Jan Werich během představení

V+W zasadili Kata a blázna do imaginárního Mexika, kterému není přiřazen žádný konkrétní bod v čase. Kam doopravdy mířili lze odhalit ze jmen dvou postav, které si samozřejmě zahráli právě V+W – kata Gaspara Radůza a jeho vězně Melichara Mahulena. První scéna se odehrává dvacet let poté, co tito dva – v současné době národní hrdinové, na jejichž počest je zrovna slaven svátek – skonali strašlivou smrtí. Před dvaceti lety zde vládl císař, o jehož svržení se snažily dvě protichůdné strany – Radikální Revolucionáři v čele s donem Blasco Ibane a Vlastenečtí Plantážníci v čele s donem Vasco Ibayem. Ti se nyní spojují, aby vládli ve jménu národních hrdinů. Bohužel je čeká strašlivé zjištění. Když se vypraví na ostrov Svatého Pankráce, kde měli oba muži před dvaceti lety zemřít, najdou je oba živé. Mahuleno byl nevinný a Radůzo nebyl schopen jej zabít, proto zatloukl do gilotiny hřebík, aby nemohla vykonat své dílo. Mahuleno měl být sťat za to, že křikl na císaře FUJ. On ale křikl FUJ na to, co utrousil jezevčík vedle něj, nešťastnou náhodou to bylo zrovna v okamžik, kdy kolem slavně projížděl císař. Pomalu se začínají odhalovat intriky Ibaya a Ibane. Ibane zplodil s donou Concepcion, která je nazývána Matkou vlasti, dceru Dolores (Dcera vlasti). Dohodli se ale, že ji budou vydávat za dceru Mahulena, a Ibane se stylizuje do role hodného muže, který se jí ujme jako vlastní. Tím si má získat srdce národa. Ibayo má pak vstoupit do rodiny jako o mnoho starší manžel mladé a odvážné Dolores. Ona ale o všem ví a své rodiče považuje za dva chamtivce. Z dopisů zjistila, kdo je její pravý otec, a nijak se s tím před rodiči netají. Než aby se provdala za Ibaya, raději jde do kláštera. Jelikož se Mahuleno a Radůzo dostanou z ostrova dřív než jim v tom mohou zabránit, musí najít nové řešení situace. Je provolají za diktátory a dají jim svou slávu, která ale nemá trvat dlouho. Hodlají totiž vládnout za ně. Nosí jim všelijaké listiny na podepsání, které většinou rozhodují o útlaku lidu, a štvou tak lid ne proti sobě, ale proti Mahulenovi a Radůzovi. Myslí si o nich, že jsou Kat a Blázen. Nakonec na ně uspořádají atentát, který má vykonat Carriera – úředník, který kdysi křivě svědčil o Mahulenově provinění. Celou dobu si to vyčítal a teď vraždit nechce. Nakonec se přece jen převleče za poustevníka, který k diktátorům chodil doučovat dějepis, a hodlá je zabít. Nakonec je sám za sebe tak zoufalý, že chce spáchat sebevraždu. Jenže k tomu nedokáže najít odvahu, tak mu Mahuleno a Radůzo slíbí, že to udělají obráceně – on bude diktátor a oni tedy na něj budou moci spáchat atentát a tak mu pomohou s jeho trápením. Jenže poté, co se stane Carriera diktátorem, je si stále více vědom své moci. V jeho osobě ztvárnili V+W postavu typického diktátora – nenasytného a bezohledně postupujícího, bez jakéhokoli svědomí, schopného vraždit nevinné jen aby získal další a další hodnosti a slávu. Tak vyvraždí Ibaya, jeho syna Rodríga, Ibane také není ušetřen. Nakonec se zastřelí sám jako blázen, jelikož si to nechá poradit od svého vlastního stínu. Nechce poslouchat jeho rady a chce zastřelit svůj stín, čímž umírá sám. Nakonec zbudou na scéně jen Dolores a Mahuleno, Juanilla (neteř podlého a bezohledného putykáře Almary, který také padl rukou Carriery) a Radůzo. Dívky se zdráhají si je vzít, že to nejsou obyčejní lidé, že jsou to národní hrdinové. Ale oni jsou naprosto obyčejní a o to ve světě jde. Uvědomit si, že všichni obyčejní lidé by se měli spojit a přiložit ruku k dílu. Na závěr všichni zpívají píseň HEJ RUP!

## Hudba ze hry
Ve hře zazní tango Co na světě vadí, Svítá, Šaty dělaj´ člověka, Když jsem kytici vázala, Kat a blázen, Hej rup!

### Nahrávky
Některé písně a orchestrální skladby byly v roce 1934 zaznamenány na gramofonové desky firmy Ultraphon:
1. Full Hand, Jaroslav Ježek, orchestrální skladba, dirigent Jaroslav Ježek, nahráno 28. istopadu 1934
2. Svítá, Jaroslav Ježek / Voskovec a Werich, dirigent Jaroslav Ježek, nahráno 12. istopadu 1937
3. Carliosa sol y umbra, Jaroslav Ježekorchestrální skladba, dirigent Robert Brock, nahráno 10. února 1934
4. Ředitel, učitel a Kukačka, Voskovec a Werich a Stanislav Kukačka, nahráno 26. istopadu 1934
5. Pohádka o katu a bláznu, Jaroslav Ježek / Voskovec a Werich, dirigent Jaroslav Ježek, nahráno 26. istopadu 1934
6. Bílé sestry, Jaroslav Ježek, orchestrální skladba, dirigent Jaroslav Ježek, nahráno 28. istopadu 1934
7. Peklo a ráj, Jaroslav Ježek / Voskovec a Werich, Melody Boys, dirigent Robert Brock, nahráno 28. istopadu 1934[1]